# Салин (окръг, Илинойс)
Вижте пояснителната страница за други значения на Салин.
Окръг Салин (на английски: Saline County) е окръг в щата Илинойс, Съединени американски щати. Площта му е 1002 km², а населението - 26 733 души (2000). Административен център е град Харисбърг.